# Geelstuitkanarie
De geelstuitkanarie (Crithagra xanthopygia; synoniem: Serinus xanthopygius) is een zangvogel uit de familie Fringillidae (vinkachtigen).

## Verspreiding en leefgebied
Deze soort komt voor in de savannen van Eritrea en noordelijk Ethiopië.